# Gareila nivata
Gareila nivata är en stekelart som först beskrevs av Johann Ludwig Christian Gravenhorst 1820.  Gareila nivata ingår i släktet Gareila och familjen brokparasitsteklar. Inga underarter finns listade i Catalogue of Life.